# Qahtan
Qahtan (قحطان), ou Qahtân, (ou Yoktan) est traditionnellement l'ancêtre mythique des « Arabes du sud » ou Arabes « purs » comme les Sabéens et les Himyarites. Ils se revendiquaient être les descendants du prophète Houd et affirmaient être les représentants des Arabes de « pure souche ».
Les tribus Qahtanites sont divisées en deux sous-groupes : celui de Himyar, et celui de Kahlan. De Kahlan se détachent les Azd, les Ghassanides, les Judhâm, les Lakhmides, les Kindah, les Anmâr, les Aws, les Hamadân, les Khazraj, les Mudhaj et les Tayy, et de Himyar se détachent les Bahrâ, les Balî, les Juhayna, les Kalb, les Qudâ'a.
Ils se sont développés grâce au barrage de Ma'rib qui a permis de fertiliser de nombreuses terres arides. On rattache généralement aux Himyarites les Kalb, présents en Syrie à l'époque préislamique et qui contractèrent des alliances avec les Omeyyades.
Ils ont prospéré en plusieurs états, parmi lesquels figurent les royaumes de Saba et Himyar, dont la famille régnante appartient à la dynastie des Tubba'.